# Friedrich August von Ammon

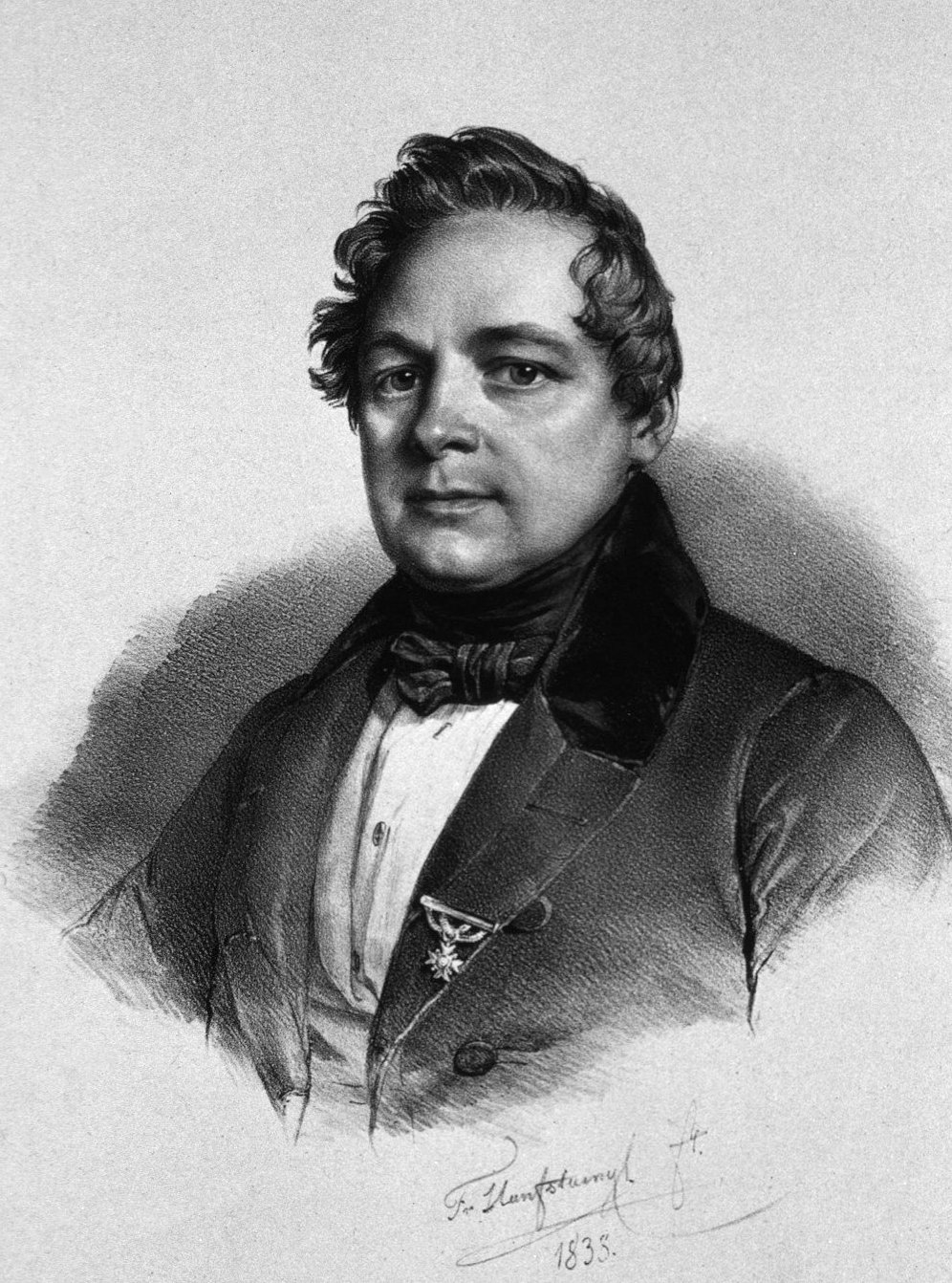
Friedrich August von Ammon

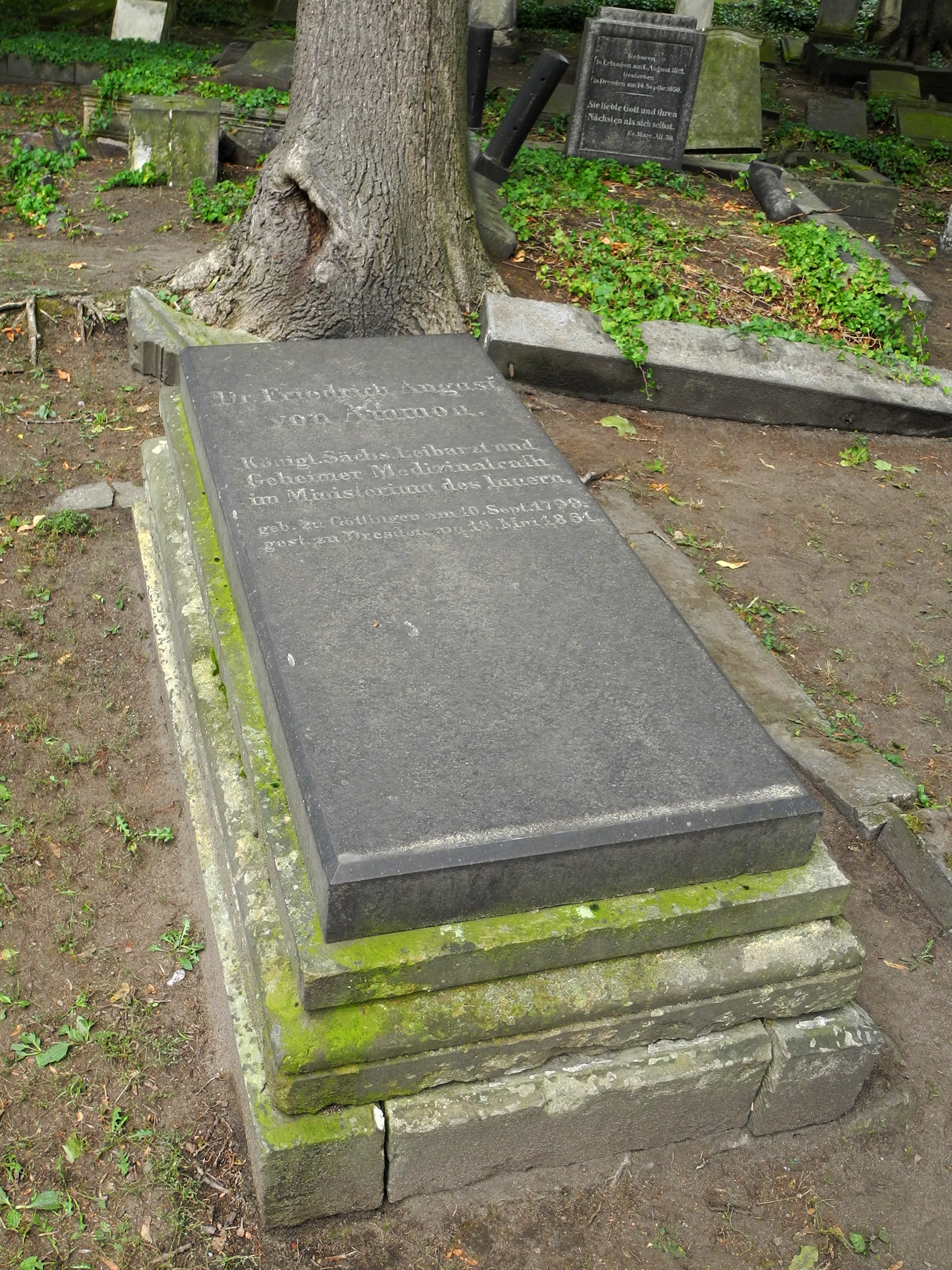
Grabstätte von Friedrich August von Ammon auf dem Eliasfriedhof in Dresden

Friedrich August von Ammon (* 10. September 1799 in Göttingen; † 18. Mai 1861 in Dresden) war ein deutscher Augenarzt.

## Familie
Er entstammte dem bayerischen und sächsischen Adelsgeschlecht der Ammons, das ursprünglich aus Nürnberg kommt. Er wuchs in einem evangelischen Pfarrhaus auf und war der Sohn des kursächsischen Oberhofpredigers Christoph Ammon, Vizepräsident des evangelischen Landeskonsistoriums in Dresden, und dessen erster Ehefrau Elisabetha Breyer (1771–1822), Tochter des Theologen Johann Friedrich Breyer. Vater Christoph wurde zusammen mit seinen Brüdern mit Diplom vom 21. September 1824 in den Adelsmatrikel des Königreichs Bayern einverleibt und hatte zudem die Erlaubnis erhalten sich mit seinen Nachkommen dieses Adels auch im Königreich Sachsen bedienen zu dürfen.
Der Theologe Friedrich von Ammon war sein Bruder.

## Leben
Ammon studierte an den Universitäten Leipzig und Göttingen. 1820 wurde er Mitglied des Corps Guestphalia Göttingen. 1823 ließ er sich als Arzt in Dresden nieder. Im Jahr 1829 wurde er Professor an der chirurgisch-medizinischen Akademie und Direktor der Poliklinik. Der sächsische König Friedrich August II. ernannte ihn 1837 zum königlichen Leibarzt und verlieh ihm das Komturkreuz II. Klasse seines Zivilverdienstordens. 1841 wurde er mit dem Ritterkreuz des Nassauischen Hausordens vom Goldenen Löwen ausgezeichnet.
Ammon gründete eine Privatheilanstalt für Augenkranke und an chirurgischen Krankheiten Leidende. Er setzte sich rückhaltlos für eine Trennung der Augenheilkunde von der Chirurgie ein. Im Jahr 1858 wurde er zum Mitglied der Deutschen Akademie der Naturforscher Leopoldina gewählt. Ammon starb 1861 in Dresden und wurde auf dem dortigen Eliasfriedhof beigesetzt.
Er heiratete am 1. Dezember 1824 in Dresden Natalie Redlich und nach ihrem Tod am 29. Januar 1853 Natalie Ernestine von Bodelschwingh verwitwete von Baranow. Er hatte eine Tochter aus erste Ehe Anna (1825–1899), diese heiratete den späteren sächsischen Generalleutnant Clemens von Hausen (1809–1879) und wurde Mutter des Ministers Max von Hausen.

## Schriften (Auswahl)
- De genesi et usu maculae luteae in retina oculi humani obviae. Weimar 1830.
- Die Erkenntniss und die Behandlung der asiatischen Cholera : mit Berücksichtigung der durch Leichenöffnungen gewonnenen Aufklärungen über das Wesen dieser Krankheit und mit einem Verzeichnisse der bei Behandlung derselben erprobten und vorgeschlagenen Heilmittel und Heilformeln versehen / nach den besten Quellen für Civil- und Militairärzte und Wundärzte und für Pharmaceuten bearbeitet von Friedrich August Ammon. Walther, 3. Auflagen, Dresden 1831 Digitalisierte Ausgabe der Universitäts- und Landesbibliothek Düsseldorf
- Pharmacopoea anticholerica extemporanea : exhibens Compositiones Medicamentorum a Medicis experientissimis ad Curam Cholerae Asiaticae tam internam quam externam accomodatorum. Voss, Lipsiae 1832 Digitalisierte Ausgabe der Universitäts- und Landesbibliothek Düsseldorf
- De physiologia tenotomiae. Dresden 1837.
- Klinische Darstellung der Krankheiten und Bildungsfehler des menschlichen Auges etc. Berlin 1838–47, 4 Bände.
- Die Behandlung des Schielens durch den Muskelschnitt. Berlin 1840.
- De Iritide. deutsch, Berlin 1843.
- Illustrierte pathologische Anatomie der menschlichen Kornea, Sklera, Choroidea und des optischen . hrsg. von Warnatz, Leipzig 1862.
- Die angebornen chirurgischen Krankheiten des Menschen. Mit fünfhundert vierundsiebzig Figuren auf vierunddreissig Kupfertafeln in Folio. Erster Theil der chirurgischen Pathologie (mehr nicht erschienen). In 3 Lieferungen Berlin, 1839–1842.
- Die plastische Chirurgie. mit Moritz Baumgarten, Berlin 1842.
- Brunnendiätetik. 7. Auflage. Leipzig 1880.
- Die ersten Mutterpflichten und die erste Kindespflege. 26. Auflage. von Winckell, Leipzig 1884.

Außerdem gab er eine Zeitschrift für Ophthalmologie (Dresden u. Heidelberg 1830–36, 5 Bände) und die Monatsschrift für Medicin, Augenheilkunde und Chirurgie (Leipzig, 1838–40, nur 3 Bände erschienen) heraus.